# 코로나바이러스
코로나바이러스(영어: Coronavirus, 문화어: 코로나비루스)는 코로나바이러스과(영어: Coronaviridae)의 코로나바이러스아과(Coronavirinae)에 속하는 RNA 바이러스의 총칭으로, 사람과 동물의 호흡기와 소화기계 감염을 유발한다. 주로 점막전염(粘膜感染), 비말전파(飛沫傳播)로 쉽게 감염되며, 사람에게는 일반적으로 경미한 호흡기 감염을 일으키지만 치명적인 감염을 유발하기도 하며, 소와 돼지는 설사, 닭은 호흡기 질환이 발생하기도 한다.
현대 문명에서 치명적인 감염병을 일으키는 코로나바이러스가 많이 있다. 2003년 4월에는 중화인민공화국발 중증급성호흡기증후군, 일명 사스(SARS)가 유행해 사망률 9.6%를 기록하며 많은 사람이 사망했다. 2015년에는 중동호흡기증후군, 일명 메르스가 중동에서 전 세계로 퍼지면서 사망률 약 36%로써 사망자가 다수 발생하였다. 또한 2019년 12월부터 중국 우한발 신종 코로나바이러스 감염증(코로나19, COVID-19)이 전 세계로 확산되면서 감염자가 늘어나고 있으며, 치사율은 2020년 2월까지 집계된 자료에 따르면 2.6%로 그나마 낮은 편이지만 세계적으로 확진자가 증가하는 중이며 예방 또는 치료 목적으로 승인된 백신이나 항바이러스제는 없었다.

## 설명
코로나바이러스는 니도바이러스목, 코로나바이러스과, 코로나바이러스아과 혹은 Torovirinae에 포함된 바이러스속인 종이다. 코로나바이러스는 +ssRNA와 나선형 대칭형 뉴클레오펩시드로 감싸진 바이러스다. 코로나바이러스의 유전자 크기는 거의 26에서 32 킬로베이스(kb)로 RNA바이러스 중에서 가장 크다.
코로나바이러스의 이름은 왕관이나 광륜을 뜻하는 라틴어 코로나에서 유래되었고 전자현미경으로 보면 바이러스 겉부분의 가장자리가 왕관 혹은 태양의 코로나를 연상시키는 모양을 가지고 있으며, 이는 바이론의 특징을 나타낸다. 이러한 형태학적 특징은 바이러스 표면에 스파이크단백질에 의한 것이다.

## 구조
코로나바이러스는 포지티브 센스 단일 가닥(positive-sense single-stranded) RNA 바이러스로 크기는 80–220 nm이다. 지질이 포함된 외피에 둘러싸여 있으며, 외피에 20 nm의 왕관 모양과 같은 돌기(spikes)가 있다. 코로나바이러스는 크게 4가지의 구조로 이루어져 있다. 이는 spike (S), membrane (M), envelope (E), nucleocapsid (N) proteins이다. 코로나바이러스의 스파이크 (S) 단백질은 S1과 S2 서브유닛으로 이루어져 있다. 이중에서 S1 서브유닛은 스파이크의 머리 부분이며 receptor binding domain (RBD)을 가지고 있다. S2 서브유닛은 스파이크의 기둥 부분이다. 막(M)과 외피(E) 단백질은 바이러스의 겉부분을 형성하고 형태를 유지하는데 중요한 역할을 한다. 외피 내부에는 뉴클레오캡시드(N) 단백질이 있다. 몇몇 코로나바이러스(특히 베타코로나바이러스 하위집단 구성원)는 또한 항체 에스테라아제라고 불리는 단백질 같은 짧은 스파이크를 가진다

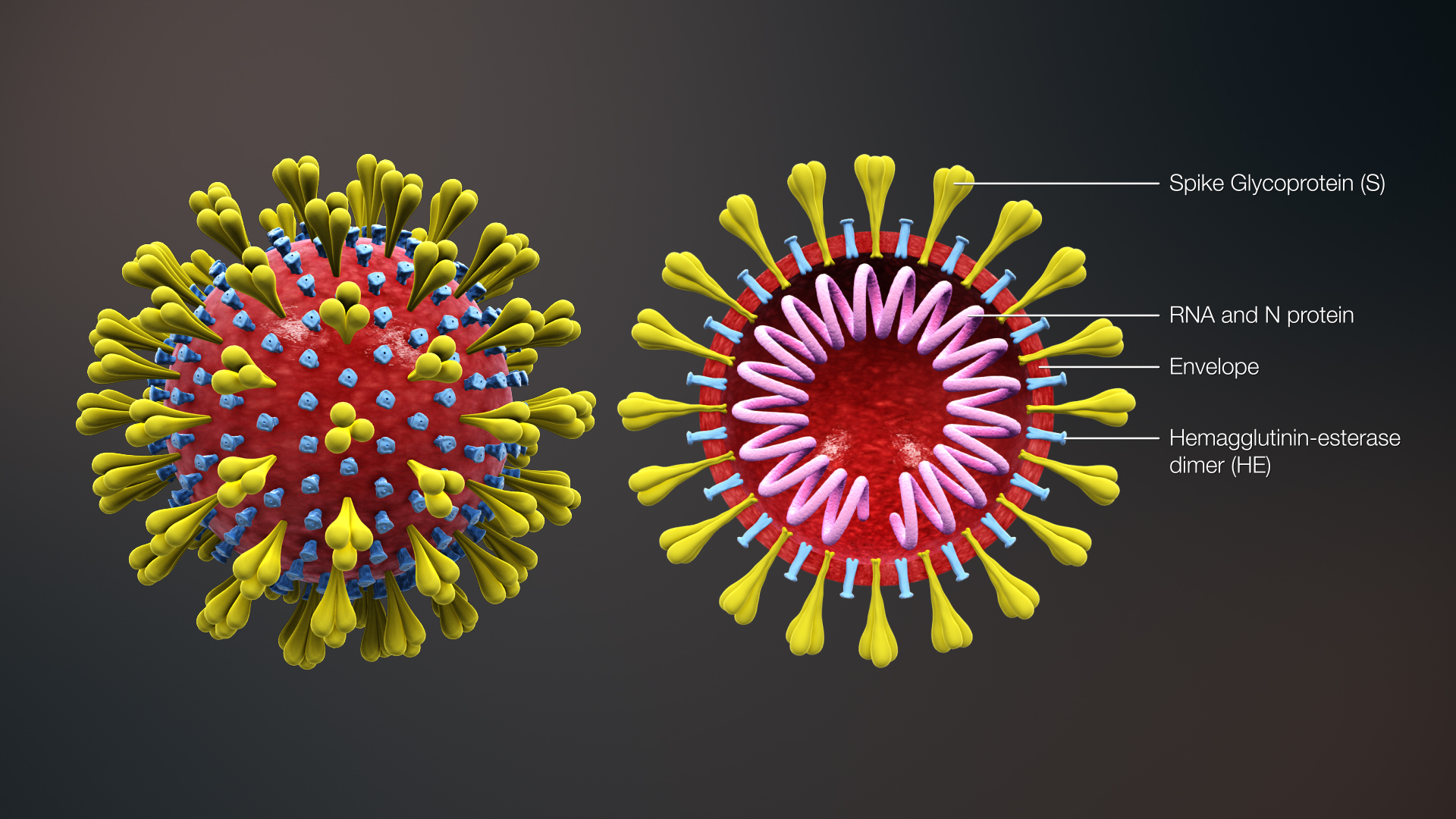
코로나바이러스의 3차원 모형(돌기모양의 스파이크단백질을 보여준다)

코로나바이러스는 인간에게 유발되는 일반적 감기 중 상당 부분의 원인이라고 알려져 있다. 뿐만 아니라 직접적인 바이러스성 폐렴이나 2차적인 세균성 폐렴을 일으킬 수 있으며, 직접적인 바이러스성 기관지염이나 2차적인 세균성 기관지염도 일으킬 수 있다. 2003년에 발견된 인간 코로나 바이러스는 중증급성호흡기증후군(SARS)를 일으키는 중증급성호흡기증후군 코로나바이러스(SARS-CoV)로, 상부 및 하부 호흡기 감염을 유발하는 독특한 병인을 가지고 있다. 코로나바이러스는 RNA의 유전 정보를 갖고 있는데, RNA는 변종이 쉽게 일어나서 수많은 코로나바이러스 변종이 나온다.
인간 코로나바이러스에는 7 가지 변종이 알려져있다.
- 인간 코로나바이러스 229E (HCoV-229E)
- 인간 코로나바이러스 OC43 (HCoV-OC43)
- 중증급성호흡기증후군 코로나바이러스 (SARS-CoV)
- 인간 코로나바이러스 NL63 (HCoV-NL63, 뉴헤븐 코로나바이러스)
- 인간 코로나바이러스 HKU1
- 중동호흡기증후군 코로나바이러스 (MERS-CoV)
- 제2형 중증급성호흡기증후군 코로나바이러스 (SARS-Cov-2 또는 2019 novel coronavirus 또는 2019-nCoV)

코로나바이러스 HCoV-229E, -NL63, -OC43 및 -HKU1 등은 사람 사이를 지속적으로 순환하며, 전세계의 성인과 어린이에게 호흡기 감염을 일으켜 왔으며 인플루엔자 바이러스만큼이나 급속한 확산경로와 변종을 포함하는 범유행을 일으킬 것으로 과학자들은 경고하고 있다.

## 같이 보기
- 신종 코로나바이러스
- 렘데시비르
- 코로나바이러스 유행
- 감기
- 독감(인플루엔자바이러스)
- SARS-CoV-2
  - 코로나바이러스감염증-19
  - 코로나19 범유행
  - 코로나19 백신
- 중증급성호흡기증후군
- 중동호흡기증후군